# Королевство Куба

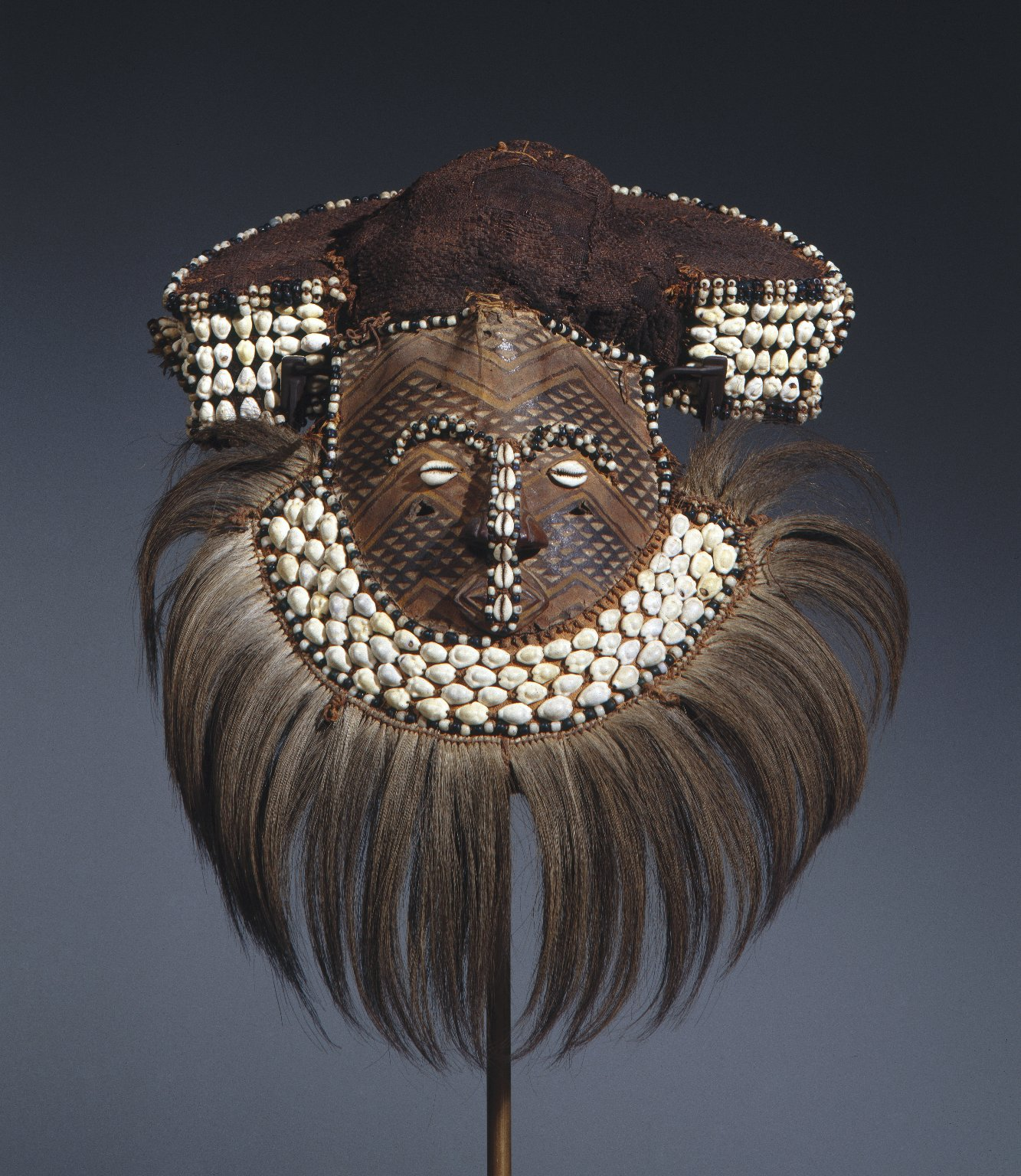
Маска Вута, мифического создателя Кубы.

Королевство Куба, также известное как Королевство Бакуба, располагалось на юго-востоке современной Демократической Республики Конго, в Центральной Африке возле рек: Санкуру, Лулуа и Касаи.
Кубинское Королевство представляло собой конгломерат из нескольких небольших княжеств. Это племя пришло с севера в XVI веке в результате миграции и включало в себя девятнадцать этнических групп.

## История

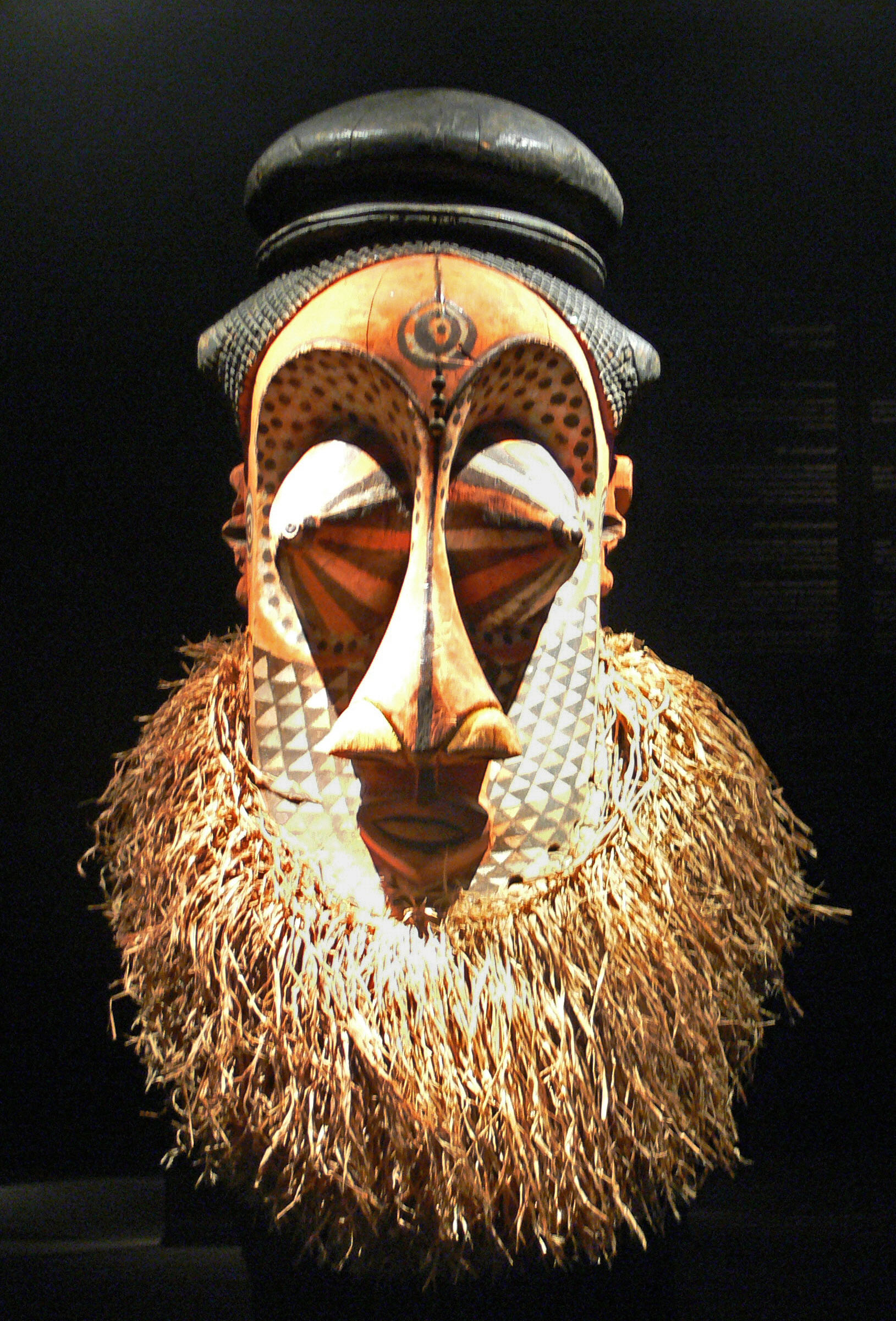
Маска «mulwalwa», Южная Куба, начала XX века

### Шиаам а-Мбул
Кубинское королевство состояло из нескольких вождеств и не имело централизованной власти. Но примерно в 1625 году Шиаам а-Мбул узурпировал титул короля и объединил все племена. Предание гласит, что Шиаам а-Мбул был сыном королевы Кубы. Он покинул Кубу и обучался в Конго, по приезде Шиаам а-Мбул реформировал политические, социальные и экономические сферы по их образцу.

### Развитие
Со временем королевство начало пользоваться передовыми технологиями, применяемыми соседними народами. Также начали выращивать культуры из Америки: кукурузу, табак, фасоль. Это повлияло на экономический рост и на развитие искусства.
Королевство Куба достигло своей вершины к середине XIX века. Европейцы впервые достигли этого района в 1884 году. Из-за относительной изоляции королевство не было затронуто работорговлей.

## Культура и искусство

### Искусство
Куба прославилась своими текстильными изделиями из рафии, бисерными шляпами, резными чашками, также известна благодаря необычайным маскам с узорами и потрясающим тканям. 
Tukula представляет собой красный порошок, изготовленный из древесины. У кубинцев красный цвет символизировал красоту, и поэтому Tukula использовался для украшения лица и волос, а также для помазания тела для погребения. Обычно Tukula использовался для окраски одежды.

### Религия и мифология
Верховным божеством у Кубинцев был Бумба. По преданиям, он изрыгнул солнце, планеты и звезды, а также создал жизнь на Земле. Однако Бумба был далёк от них и кубинцы больше поклонялись Вуту. Он был первым человеком на земле. Кубинцы верили, что Вут создал язык и дал названия животным и другим вещам.

## Дальнейшее чтение
- Vansina, Jan. The Children of Woot: A history of the Kuba peoples (англ.). — Madison: University of Wisconsin Press, 1978. — ISBN 9780299074906.